# Norah Jones
Norah Jones, urodzona jako Geetali Norah Jones Shankar (ur. 30 marca 1979 w Nowym Jorku) – amerykańska piosenkarka, autorka tekstów i pianistka. Członkini zespołów The Little Willies i Puss n Boots. Dziewięciokrotna laureatka nagrody amerykańskiego przemysłu fonograficznego Grammy.

## Życiorys
Urodziła się w Nowym Jorku, jest nieślubną córką indyjskiego muzyka Ravi Shankara. Dzieciństwo spędziła ze swoją matką, Sue Jones, w Grapevine w Teksasie. W wieku 16 lat, za zgodą obojga rodziców, oficjalnie zmieniła nazwisko na Norah Jones, usuwając z nazwiska elementy indyjskie. Uczęszczała do szkoły muzycznej na Uniwersytecie Północnego Teksasu w klasie fortepianu jazzowego, ale po dwóch latach przeniosła się do Nowego Jorku, gdzie zaczęła występować z grupą Wax Poetic.
W 2003 jej pierwszy album Come Away with Me zdobył 5 nagród Grammy, włącznie z wyróżnieniem „Najlepszy Nowy Artysta”. Jej drugi album, Feels like Home, wydany 9 lutego 2004, stylistycznie był podobny do pierwszego, ale muzyka na nim zawarta jest w większym stopniu inspirowana muzyką country. Feels Like Home został sprzedany w liczbie ponad 1 miliona egzemplarzy w ciągu zaledwie jednego tygodnia. W tym samym roku tygodnik „Time” umieścił Jones na swojej liście „Najbardziej wpływowych osób w 2004 roku”.
W 2007 wystąpiła jako gwiazda specjalna na koncercie galowym rozpoczynającym Sopot Festival. W tym samym roku Jones zadebiutowała jako aktorka, występując w jednej z głównych ról w filmie Jagodowa miłość (My Blueberry Nights, 2007), w towarzystwie Natalie Portman i Jude’a Law. W 2009 zagrała jedną z ról w niezależnej produkcji Wah Do Dem.
Często występuje z gitarzystą Charliem Hunterem. Jej muzyka jest często porównywana z dokonaniami Billie Holiday i Niny Simone.
Jest przyrodnią siostrą Anoushki Shankar.

## Dyskografia

### Albumy studyjne
| Come Away with Me           | - Data: 26 lutego 2002 - Wydawca: Blue Note Records      | 1   | 1  | 1  | 2  | 2  | 1  | 2  | 1  | - CAN: diamentowa płyta - USA: 10× platynowa płyta - POL: 2× platynowa płyta - GER: 2× platynowa płyta |
| Feels like Home             | - Data: 10 lutego 2004 - Wydawca: Blue Note Records      | 1   | 1  | 1  | 1  | 1  | 1  | 1  | 1  | - USA: 4× platynowa płyta - CAN: 4× platynowa płyta - GER: 3× platynowa płyta - POL: diamentowa płyta  |
| Not Too Late                | - Data: 24 stycznia 2007 - Wydawca: Blue Note Records    | 1   | 1  | 1  | 1  | 1  | 1  | 1  | 1  | - USA: 2× platynowa płyta - CAN: 2× platynowa płyta - POL: platynowa płyta - GER: platynowa płyta      |
| The Fall                    | - Data: 17 listopada 2009 - Wydawca: Blue Note Records   | 3   | 3  | 5  | 3  | 3  | 5  | 1  | 24 | - USA: platynowa płyta - CAN: platynowa płyta - POL: platynowa płyta - GER: złota płyta                |
| Little Broken Hearts        | - Data: 25 kwietnia 2012 - Wydawca: Blue Note Records    | 2   | 2  | 2  | 3  | 1  | 3  | 1  | 4  | - CAN: złota płyta                                                                                     |
| Day Breaks                  | - Data: 7 października 2016 - Wydawca: Blue Note Records | 2   | 7  | 4  | 3  | 2  | 8  | 1  | 9  | - POL: platynowa płyta                                                                                 |
| Begin Again                 | - Data: 12 kwietnia 2019 - Wydawca: Blue Note Records    | 164 | –  | 42 | 35 | 31 | 50 | 11 | –  | |
| Pick Me Up Off the Floor    | - Data: 12 czerwca 2020 - Wydawca: Blue Note Records     | 87  | 65 | 21 | 6  | 2  | 16 | –  | 47 | |
| „–” album nie był notowany. |                                                          |     |    |    |    |    |    |    |    | |

### Kompilacje
| Tytuł        | Dane dot. albumu                                      | Pozycja na liście | Pozycja na liście | Pozycja na liście | Pozycja na liście | Pozycja na liście | Pozycja na liście | Pozycja na liście | Pozycja na liście | Certyfikat                            |
| Tytuł        | Dane dot. albumu                                      | USA               | CAN               | FRA               | GER               | AUT               | NLD               | CHE               | UK                | Certyfikat                            |
| ------------ | ----------------------------------------------------- | ----------------- | ----------------- | ----------------- | ----------------- | ----------------- | ----------------- | ----------------- | ----------------- | ------------------------------------- |
| ...Featuring | - Data: 2 listopada 2010 - Wydawca: Blue Note Records | 29                | 20                | 54                | 55                | 16                | 57                | 13                | 128               | - CAN: złota płyta - POL: złota płyta |

### Współpraca
| New York City (The Peter Malick Group featuring Norah Jones) | - Data: 8 lipca 2003 - Wydawca: Koch, Edel           | 54 | –  | –   | 28 | 32 | 93 | –  | –  |
| Foreverly (oraz Billie Joe Armstrong)                        | - Data: 25 listopada 2013 - Wydawca: Reprise Records | 19 | 19 | 176 | 29 | 80 | 16 | 77 | 63 |
| „–” album nie był notowany.                                  |                                                      |    |    |     |    |    |    |    |    |

### Cover albumy
| Covers                      | - Data: 31 października 2012 - Wydawca: Blue Note Records | 121 |
| „–” album nie był notowany. |                                                           |     |

### Minialbumy
| Tytuł          | Dane dot. albumu                                     |
| -------------- | ---------------------------------------------------- |
| First Sessions | - Data: 2001 - Wydawca: Blue Note Records            |
| Deep Cuts      | - Data: 7 kwietnia 2009 - Wydawca: Blue Note Records |

## Wideografia
| Live in New Orleans         | - Data: 25 lutego 2003 - Wydawca: Blue Note Records    | 1 | 97 | - CAN: 3x platynowa płyta - USA: 2x platynowa płyta |
| Live in 2004                | - Data: 16 listopada 2004 - Wydawca: Blue Note Records | – | –  |                                                     |
| Live from Austin, TX        | - Data: 2 września 2008 - Wydawca: Blue Note Records   | 9 | –  | - USA: złota płyta                                  |
| „–” album nie był notowany. |                                                        |   |    |                                                     |

## Nagrody i wyróżnienia
| Rok  | Kategoria                              | Tytułem                                                               | Nagroda        | Nota      | Źródło |
| ---- | -------------------------------------- | --------------------------------------------------------------------- | -------------- | --------- | ------ |
| 2003 | Best New Artist                        | Norah Jones                                                           | Nagroda Grammy | Laur      | [ 21 ] |
| 2003 | Album of the Year                      | Come Away with Me                                                     | Nagroda Grammy | Laur      | [ 21 ] |
| 2003 | Best Pop Vocal Album                   | Come Away with Me                                                     | Nagroda Grammy | Laur      | [ 21 ] |
| 2003 | Record of the Year                     | „Don’t Know Why”                                                      | Nagroda Grammy | Laur      | [ 21 ] |
| 2003 | Best Female Pop Vocal Performance      | „Don’t Know Why”                                                      | Nagroda Grammy | Laur      | [ 21 ] |
| 2004 | Best Country Collaboration with Vocals | „Wurlitzer Prize (I Don’t Want To Get Over You)” (oraz Willie Nelson) | Nagroda Grammy | Nominacja | [ 22 ] |
| 2005 | Best Pop Collaboration with Vocals     | „Here We Go Again” (oraz Ray Charles)                                 | Nagroda Grammy | Laur      | [ 23 ] |
| 2005 | Record of the Year                     | „Here We Go Again” (oraz Ray Charles)                                 | Nagroda Grammy | Laur      | [ 23 ] |
| 2005 | Best Female Pop Vocal Performance      | „Sunrise”                                                             | Nagroda Grammy | Laur      | [ 23 ] |
| 2005 | Best Pop Vocal Album                   | Feels Like Home                                                       | Nagroda Grammy | Nominacja | [ 23 ] |
| 2005 | Best Country Collaboration with Vocals | „Creepin’ In” (oraz Dolly Parton)                                     | Nagroda Grammy | Nominacja | [ 23 ] |
| 2006 | Best Pop Collaboration with Vocals     | „Virginia Moon” (oraz Foo Fighters)                                   | Nagroda Grammy | Nominacja | [ 24 ] |
| 2006 | Best Country Collaboration with Vocals | „Dreams Come True” (oraz Willie Nelson)                               | Nagroda Grammy | Nominacja | [ 24 ] |
| 2010 | Best Pop Collaboration with Vocals     | „Baby, It’s Cold Outside” (oraz Willie Nelson)                        | Nagroda Grammy | Nominacja | [ 25 ] |
| 2011 | Best Female Pop Vocal Performance      | „Chasing Pirates”                                                     | Nagroda Grammy | Nominacja | [ 26 ] |

## Filmografia
- 2007: Jagodowa miłość (My Blueberry Nights), jako Elizabeth[27]
- 2009: Wah Do Dem, jako Willow[27]
- 2011: The Breakup: Laugh It Up!, jako dziewczyna[27]